# Kallobombus
Kallobombus — монотиповий підрід, що належить роду Bombus. Цей підрід містить лише один вид — Bombus soroeensis. B. soroeensis — короткоязичковий вид джмелів. Синонімічними назвами Kallobombus Dalla Torre, 1880 є Callobombus Dalla Torre, 1896, Soroeensibombus Vogt, 1911, Soroensibombus Ball, 1914 та Sorocoёnsibombus Skorikov, 1922.